# Mi jardín secreto
Mi jardín secreto: fantasías sexuales de mujeres es un libro de 1973 compilado por Nancy Friday, quien recopiló las fantasías de más de 150 mujeres a través de cartas, cintas y entrevistas personales.  Después de incluir una fantasía sexual femenina en una novela que presentó para su publicación, su editor se opuso y Friday archivó la novela. Después de que otras mujeres comenzaron a escribir y hablar públicamente sobre sexo, Friday comenzó a pensar en escribir un libro sobre fantasías sexuales femeninas, primero recopilando fantasías de sus amigas y luego publicitando más en periódicos y revistas.  Clasificó las fantasías de las mujeres entrevistadas en "habitaciones", y cada una se identifica por el nombre de la mujer, excepto el último capítulo, "notas extrañas", que se presenta como los "pensamientos fugaces" de muchas mujeres anónimas. El libro revela que las mujeres fantasean, al igual que los hombres, y que el contenido de las fantasías puede ser tan transgresor, o no, como el de los hombres. El libro, la primera recopilación publicada de fantasías sexuales femeninas,  desafió muchas nociones previamente aceptadas sobre la sexualidad femenina .
Mi jardín secreto fue prohibido en la República de Irlanda . 
La secuela, Flores prohibidas: más fantasías sexuales de mujeres, fue publicada en 1975.
Capítulo uno: El poder de las fantasías
Capítulo Dos: ¿Por qué Fantasías?
- Frustración
- Insuficiencia
- mejora del sexo
- juegos previos
- Aprobación
- Exploración
- Iniciativa sexual
- Insaciabilidad
- Sueños despiertos
- Masturbación
- las lesbianas

Capítulo Tres: ¿Con qué fantasean las mujeres?
- Anonimato
- La audiencia
- Violación
- Dolor y masoquismo
- Dominación
- La sexualidad del terror
- La emoción de lo prohibido
- Transformación
- la madre tierra
- Incesto
- El zoológico
- Hombres negros
- Jóvenes
- los fetichistas
- Otras mujeres
- Prostitución

Capítulo cuatro: La fuente de las fantasías de las mujeres.
- Infancia
- sonidos
- las mujeres miran
- Ver y leer
- Asociaciones aleatorias

Capítulo cinco: Culpa y fantasía
- La culpa de las mujeres
- La ansiedad de los hombres

Capítulo Seis: Fantasía aceptada
- Fantasías
- Fantasías que deberían ser realidad
- Representando fantasías
- Compartiendo fantasías

Capítulo Siete: Notas impares

## La obra de teatro
En 2009, el libro se adaptó a una obra de teatro de larga duración Multiple O: Women on Top . El dramaturgo John Sable eligió Women on Top (otro libro de Nancy Friday) como título de la obra en gran parte debido a su connotación más provocativa.